# Place Avram Iancu

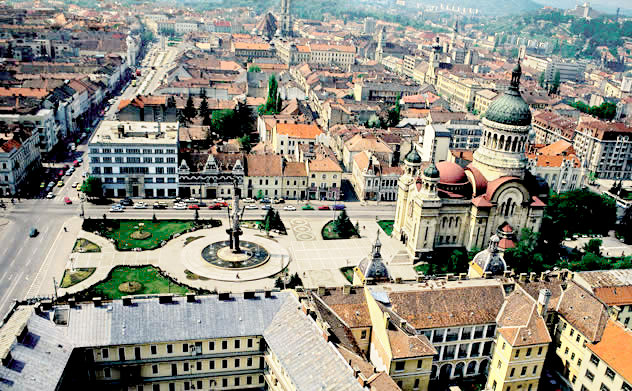
Place Avram Iancu - vue aérienne depuis l'est. Du côté gauche on voit le Boulevard Eroilor et en arrière-plan on voit le toit et une partie de la tour de l'église Saint-Michel.

La place Avram Iancu (en roumain : Piața Avram Iancu) est la place centrale « roumaine »[C'est-à-dire ?] de Cluj-Napoca.

## Situation et accès
Située au centre-ville, la place Avram Iancu a commencé à prendre sa forme actuelle à la fin du XIXe siècle, quelques mètres à l'est (et donc à l'extérieur) des remparts de la deuxième enceinte médiévale qui venaient d'être démolis. 
La place « Avram Iancu » est connectée à la place de l'Union par le Boulevard Eroilor et à la place Mihai Viteazul par la rue Cuza Vodă.

## Origine du nom
Elle honore Avram Iancu (1824-1872), héros de la Révolution de 1848.

## Historique
Peu de temps après l'Union de la Transylvanie à la Roumanie (1918), les autorités roumaines ont démarré l'édification de la cathédrale de la Dormition-de-la-Mère-de-Dieu de Cluj-Napoca, comme pour faire contrepoids à la place de l'Union qui a été pendant des siècles le centre de la ville. Par ailleurs, c'est à la même époque qu'un bon nombre d'institutions de l'État roumain ont choisi d'établir leurs sièges dans la place Avram Iancu ou à proximité immédiate de celle-ci. Ainsi, on y trouve les structures administratives de la IVe Armée roumaine et le Club de l'Armée, le Palais de Justice, le Palais des Finances, Le Palais de l'Archevêché Orthodoxe, Le Palais de la Préfecture et le Théâtre National.

## Bâtiments remarquables et lieux de mémoire
- Palais de Justice
- Palais de la préfecture
- Palais des Finances
- Cathédrale de la Dormition-de-la-Mère-de-Dieu de Cluj-Napoca
- Théâtre National Lucian-Blaga